# Äther-Dom
Der Äther-Dom (englisch: ether dome) ist ein zum Massachusetts General Hospital gehörender im Stile des Greek Revival erbauter Saal im Bulfinch-Gebäude in Boston. In diesem Saal wurde am 16. Oktober 1846 zum ersten Mal in der Medizingeschichte eine Operation unter Narkose unter Verwendung von Diethylether öffentlich vorgeführt. 

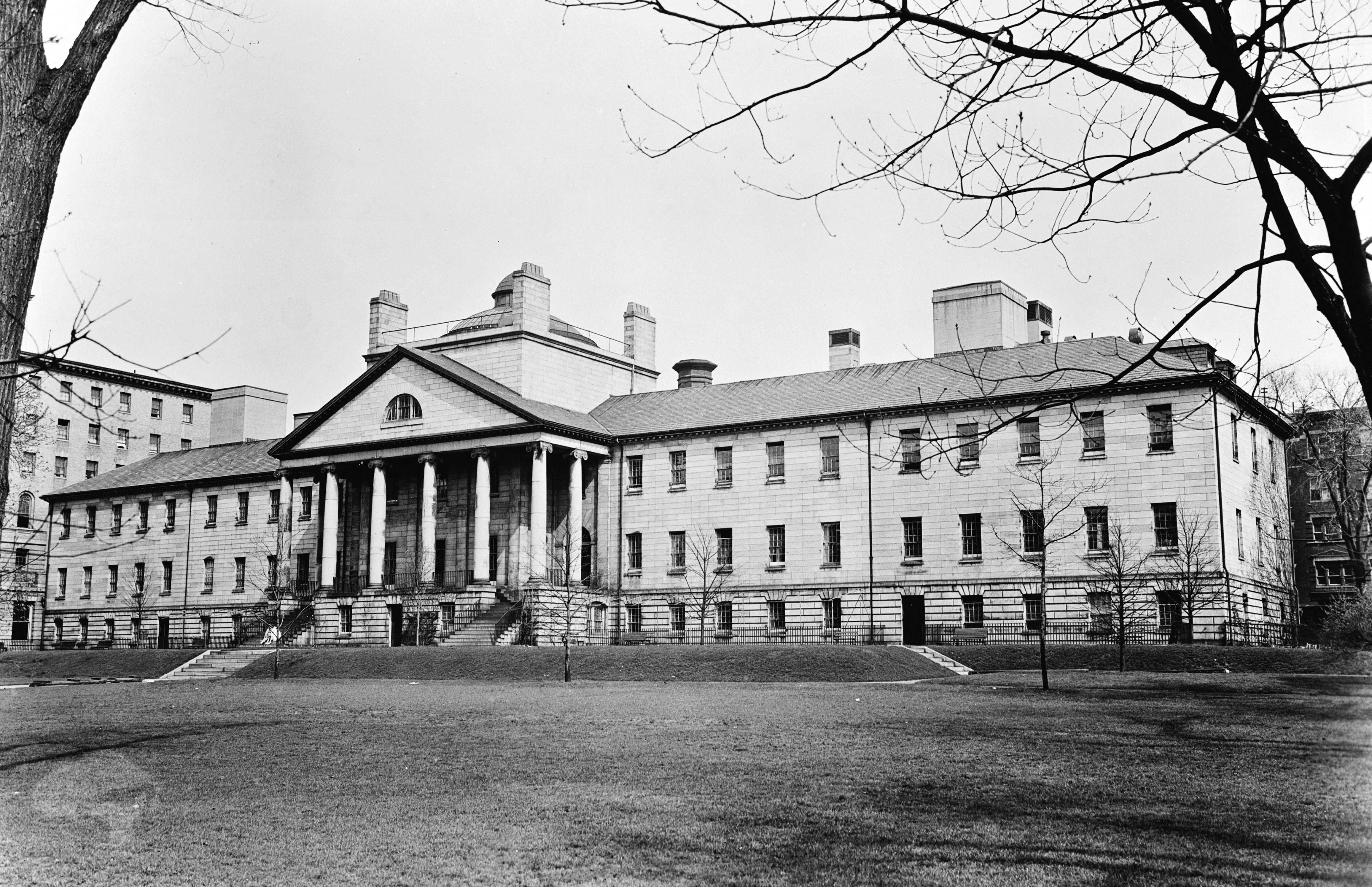
Bulfinch Building mit dem Operationssaal mit Kuppel in der Mitte (1941)

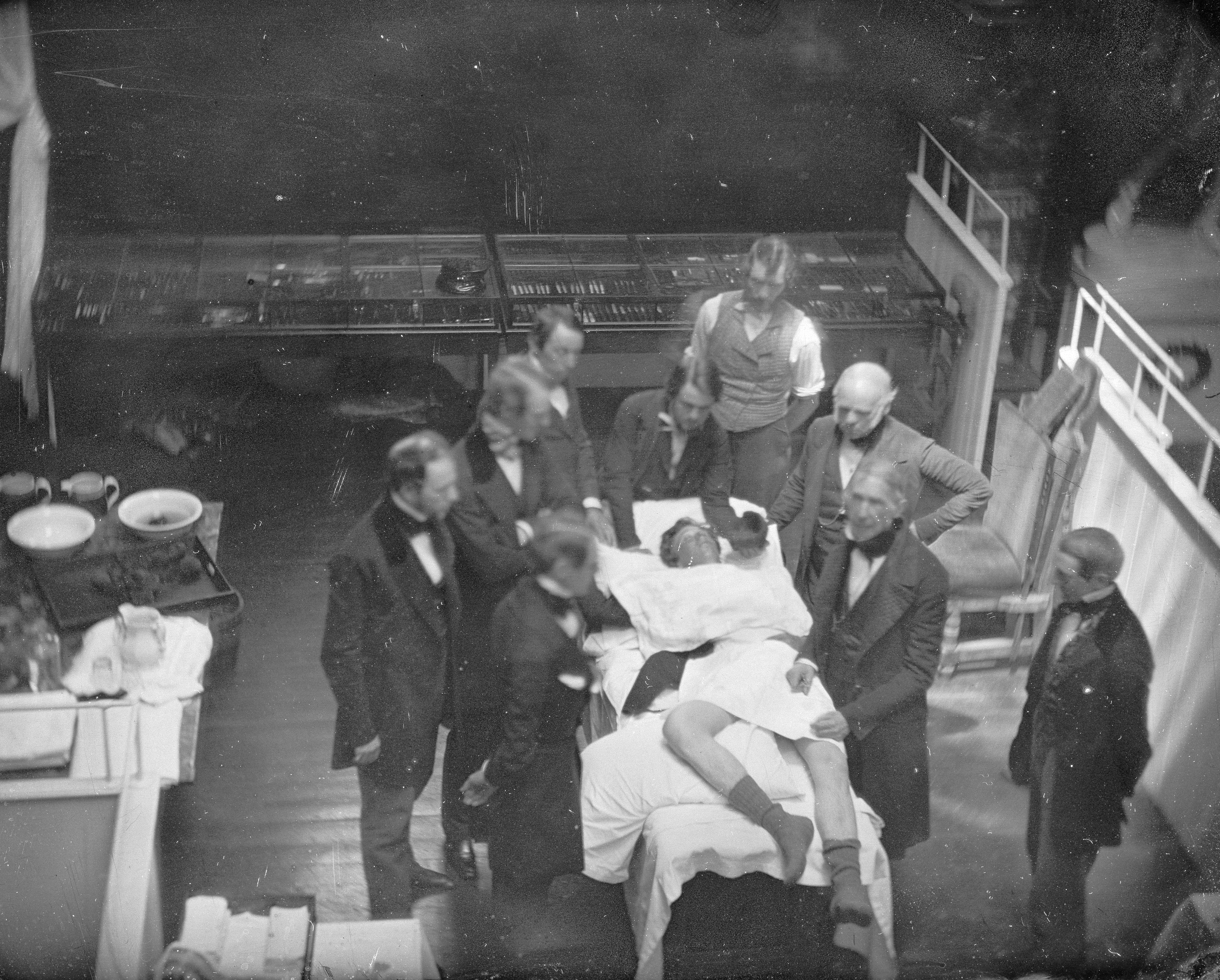
Für den Fotografen nachgestellte Operation im Äther-Dom (Daguerreotypie von Southworth & Hawes).

Der Zahnarzt William Thomas Green Morton, der bereits in seiner Praxis Ether benutzt hatte, wandte sich an den Chirurgie-Professor John Collins Warren mit der Bitte um eine Vorführung. Daraufhin wurde am Freitag, dem 16. Oktober 1846 ein Patient mit Ether narkotisiert, um ihm einen Tumor an der linken Halsseite unterhalb des Unterkiefers zu entfernen. Die Operation verlief erfolgreich und gilt als Geburtsstunde der modernen Anästhesie, obwohl der Chirurg Crawford Long bereits 1842 Ether als Betäubungsmittel verwendete. Da Long die Anwendung jedoch nicht öffentlichkeitswirksam präsentierte, gilt allgemein die Verwendung im Äther-Dom als erste erfolgreiche Operation unter Narkose. 
Das Bulfinch-Gebäude war 1821 errichtet worden. Der Operationssaal in der Mitte des Gebäudes ist dem Stil der griechischen Antike nachempfunden, mit großen Säulen, einer Apollo-Statue im Eingangsbereich und einer markanten Kuppel. Seit 1846 wird der Saal als Äther-Dom bezeichnet. Der verhältnismäßig kleine Saal wird heute für medizinische Konferenzen und Präsentationen genutzt und ist für die Öffentlichkeit zugänglich. Er enthält ein zeitgenössisches Gemälde des historischen Ereignisses sowie eine kleine Sammlung von Mumien und anderen Artefakten und Reliquien. 
Seit dem 12. Januar 1965 hat der Äther-Dom den Status einer National Historic Landmark. Am 15. Oktober 1966 folgte der Eintrag in das National Register of Historic Places als Baudenkmal.